# Christ Illusion
Christ Illusion deseti je studijski album američkog thrash metal sastava Slayer. Diskografska kuća American Recordings objavila ga je 8. kolovoza 2006. godine. Prvi je uradak na kojem su se pojavila sva četiri izvorna člana od albuma Seasons in the Abyss iz 1990., a na uratku se prvi put od Divine Interventiona iz 1994. pojavljuju pjesme in Dis. Skladbe "Jihad", "Flesh Storm", "Catalyst" i "Consfearacy" snimljene su in Dis,  "Catatonic", "Eyes of the Insane", "Skeleton Christ" i "Supremist" snimljene su u ugodbi Drop B, dok su "Black Serenade" i "Cult" in Cis. tuning.
Grafična naslovnica koja prikazuje osakaćenog Krista i koju je izradio dugogodišnji suradnik Larry Carroll dovela je do polemika; konzervativnijim prodavaonicama kojima je izvorna naslovnica izazivala nelagodu distribuirane su inačice sa zamjenskom naslovnicom, a i sama je skupina objavila cenzuriranu naslovnicu bez uvredljive ilustracije. Tekstovi pjesama, poglavito u skladbi "Jihad", opisuju napade 11. rujna 2001. iz perspektive terorista. Nakon prosvjeda sve je primjerke albuma u Indiji opozvao i uništio EMI India.
Christ Illusion dobio je uglavnom pozitivne kritike i pojavio se na petom mjestu ljestvice Billboard 200, čime je dosegao drugo najviše mjesto na toj ljestvici u povijesti sastava. Na uratku se nalaze i pjesme "Eyes of the Insane" i "Final Six", koje su osvojile nagradu Grammy.

## Snimanje
Christ Illusion snimljen je u dvama studijima pomoću računala: u NRG Studiosu u North Hollywoodu, s pomoćnim toncem Daveom Colvinom, i Westlake Studiosu u Los Angelesu, u kojem je pomoćni tonac bio Brian Warwick. Gitarist Kerry King izjavio je da su demoinačice devet od jedanaest pjesama na Christ Illusionu snimljene 2004. godine s bubnjarom Daveom Lombardom. Međutim, Lombardo je rekao da se sjeća da je s Kingom snimao već početkom 2003., kad su u Lombardovoj kući dovršili dvije demosnimke. U intervjuu koji se održao u srpnju 2004. gitarist Jeff Hanneman izjavio je "ja i Kerry imamo dosta pjesama" i dodao da grupa namjerava dovršiti uradak te godine. Slayerova diskografska kuća American Recordings u to je vrijeme pregovarala s Columbia Recordsom i Warner Bros. Recordsom jer je željela da distribuciju njezinih albuma Columbia prepusti Warner Bros. Recordsu. Do završetka tih pregovora sastav nije mogao snimati i zato uradak nije dovršen već tad. Pregovori s Warner Bros. Recordsom trajali su do kraja srpnja 2005. godine.
Članovi Slayera željeli su da producent albuma bude Rick Rubin, producent Reign in Blooda; s obzirom na to da je Rubin iskazao interes, očekivali su da će doista i biti producent. Međutim, Rubin je tad bio zauzet, zbog čega je snimanje albuma ponovno odgođeno. U vrijeme snimanja Christ Illusiona Rubin je producirao Metallicin album Death Magnetic, što je King kasnije opisao "jebenom šamarčinom". Umjesto njega producent uratka bio je Josh Abraham, kojeg je Don Kaye s mrežnog mjesta Blabbermouth.net pohvalio "zbog toga što je zabilježio još životnosti uočljive na nekolicini prethodnih albuma." Iako nije bio producent Christ Illusiona, Rubin je uratku svejedno doprinio tako što je bio njegov izvršni producent. King je kritizirao njegovu umiješanost, izjavio da se ne sjeća da je Rubin bio u studiju u vrijeme snimanja i da je glavni Rubinov doprinos albumu bilo davanje ideja tijekom izrade završnog miksa. Jamie Thomson iz novina The Guardian narugao se Rubinovim doprinosima i izjavvio da se Slayer "baš i ne želi otarasiti utjecaja nu metala zbog kojeg je većina njegovih uradaka toliko odbojna, što će reći da je Rubin znatno manje radio na tom albumu nego na [uradcima] Johnnyja Casha i Neila Diamonda."
Kao što je bio slučaj na Slayerovim prethodnim dvama albumima, sve je glazbene dionice za ritam-gitaru na Christ Illusionu snimio King. King je skladao oko 80 % vlastitih gitarskih solodionica prije snimanja albuma, a na njemu je uglavnom svirao gitaru marke Marshall JCM 800. Pjesma "Catalyst" u alternativnoj se inačici zamalo pojavila na Slayerovu albumu God Hates Us All iz 2001. godine, kad je na njoj svirao bubnjar Paul Bostaph. Budući da se skupini u međuvremenu ponovno pridružio Lombardo, to je prvi put od objave albuma Seasons in the Abyss iz 1990. godine da su se on, King, Araya i Hanneman zajedno pojavili na Slayerovu albumu; Hanneman je izjavio da je upravo to razlog zašto je navodno jači prizvuk punka u pjesmama na albumu. Lombardo je uradak opisao kao "zreliji Reign in Blood", dok ga je King opisao "mješavinom God Hates [Us Alla] i Seasons [in the Abyssa]."
Iako je za album izvorno napisano jedanaest pjesama, samo ih se deset našlo na konačnom nosaču zvuka. "Final Six", pjesma koju je napisao Hanneman, prvotno se trebala pojaviti na uratku, a pjevač Tom Araya čak je u CBC-ovoj razgovornoj emisiji The Hour Georgeu Stroumboulopoulosu rekao da će se po toj skladbi zvati i album. U emisiji Kevin and Bean losanđeleske radiostanice KROQ-FM King je o nazivu albuma izjavio: "Nisam siguran jesmo li ga potvrdili. Mislim da nam je prošlog tjedna istekao rok za potvrdu i ne znam što se zbilo s time, stoga se pozivam na Peti amandman. Kako stvari stoje, moj je glas sigurno zanemaren, stoga… Zato nisam baš nešto oduševljen s time." Araya je uzeo jedan vikend slobodno u vrijeme snimanja albuma i idućeg je ponedjeljka, 5. svibnja 2006., morao na operaciju žučnjaka. Zbog toga nije mogao dovršiti vokalne dionice za pjesmu do objave albuma. King je nagovijestio da bi se "Final Six" mogla pojaviti na posebnom digipak izdanju Christ Illusiona: ta je inačica albuma objavljena u srpnju 2007. godine. "Final Six" iduće se godine pojavila i u glazbi za film Punisher: Ratna zona.

## Promidžba
Slayer – Cult

Christ Illusion deseti je Slayerov studijski album i izvorno je trebao biti objavljen 6. lipnja 2006., šestog dana šestog mjeseca šeste godine 2000-ih. Tom se poveznicom s brojem zvijeri iz Otkrivenja kao marketinškim trikom koristilo mnogo izdavača medijskih sadržaja, a među njima najpoznatija je prerada filma strave Pretkazanje. King je komentirao da su odbacili tu ideju jer se nekoliko drugih grupa također odlučilo poslužiti njome, ali USA Today izvijestio je da je taj datum objave pomaknut jer skupina nije uspjela osigurati dovoljno vremena za snimanje u studiju. Nakon što je propustila "sotonistički" datum, sastav je datum objave pomaknuo na 25. srpnja; međutim, ni taj datum nije bio konačan. Usprkos tome, ekskluzivna majica, ograničena na 666 primjeraka i jedino dostupna u trgovini skupine, objavljena je u spomen "šestom danu šestog mjeseca šeste godine". Tog je datuma objavljeno i pet tisuća primjeraka ograničenog EP-a "Eternal Pyre", a u SAD-u ih je prodavao Hot Topic. Na EP-u se pojavila pjesma "Cult", koju se istog dana moglo slušati na službenom mrežnom mjestu skupine. U Europi je objavljen 23. lipnja i našao se na 48. mjestu švedske ljestvice i 2. mjestu finske ljestvice, a 30. lipnja Nuclear Blast Records objavio je EP u sedmoinčnoj gramofonskoj inačici ograničenoj na tisuću primjeraka.
Grupa 6. lipnja nije privukla samo pozitivnu pozornost medija. National Day of Slayer, LLC, koji se opisuje "neprofitabilnom tvrtkom u državi Wyomingu", na svojem je mrežnom mjestu Slayerove fanatike pozvao na sudjelovanje u "Nacionalnom danu Slayera" tako da se okupe i poslušaju pjesme tog izvođača. Međutim, vandali su napali Sjemenište sv. Josipa u Yonkersu u New Yorku tako što su sprejem nacrtali veliki pentagram ispred vrata, crne obrnute križeve na dva stupa ispred glavnog ulaza i broj šest na tri stepenice koje vode u sjemenište. Riječi "Reign in Blood" ("Vladavina u krvi") napisane su na odmorištu sjemeništa, dok je fraza "Better to reign in Hell than to serve in Heaven" ("Bolje je vladati u paklu nego služiti u raju"), preuzeta iz prve knjige epa Izgubljeni raj Johna Miltona, napisana na dvama unutarnjim stupovima. Urednici mrežnog mjesta National Day of Slayera izjavili su da su nadahnuli počinitelje, a medijska je istraga otkrila da je to mrežno mjesto obožavatelje uputilo da "na crkve, sinagoge ili groblja nacrta Slayerove logotipove".
Obožavatelji su ekskluzivno mogli čuti još nekoliko pjesama s nadolazećeg albuma prije njegove objave. Uz "Cult", pjesme "Jihad" i "Eyes of the Insane" krajem lipnja moglo se slušati na španjolskom mrežnom mjestu Rafabasa.com. Tulum za slušanje albuma odvio se 22. srpnja u Duff's Brooklynu u četvrti Williamsburg u New Yorku. Koncertna inačica pjesme "Disciple" (pjesme sa Slayerova albuma God Hates Us All iz 2001. godine), snimljena na setu The Henry Rollins Showa, objavljena je na internetu, a nekoliko dana nakon nje koncertna inačica pjesme "Cult" objavljena je na Independent Film Channelu. Emisija "Mike Davis Rock Show" radiostanice BBC Radio 1 1. je kolovoza premijerno reproducirala skladbu "Skeleton Christ", a već se 4. kolovoza cijeli album mogao preslušati na Slayerovom službenom profilu na MySpaceu. AOL Radio zauzvrat je prije objave Christ Illusiona pokrenuo stanicu "All Slayer", na kojoj su svirale sve Slayerove prethodno objavljene pjesme, ali i pjesme s nadolazećeg uratka.
Krajem srpnja 2006. autobusne su stranice u nekolicini kalifornijskih gradova ukrašene promidžbenim ilustracijama za Christ Illusion. Gradski dužnosnici u Fullertonu tražili su da se ilustracije odmah maknu sa sedamnaest autobusnih postaja diljem grada i kontaktirali su s tvrtkom koja je izvorno tamo postavila te reklame da ih makne. Službenicima se nije svidjelo ime grupe jer su smatrali da se odnosi na kakvog ubojicu. Također su ih uvrijedili antikrist i lubanja koji su okruživali logotip na ilustraciji. Te su ilustracije na koncu maknute. Međutim, na autobusnim postajama na različitim dijelovima Orange Countyja u Kaliforniji koja su okruživala Fullerton i dalje su se nalazile te ilustracije.

## Komercijalni uspjeh
American Recordings i Warner Bros. Records 8. su kolovoza 2006. objavili Christ Illusion. U prvom tjednu objave album je prodan u 62.000 primjeraka u SAD-u i debitirao je na petom mjestu ljestvice Billboard 200. Iako je to najviše mjesto koje je grupa zauzela i iako je to bio prvi put od albuma Divine Intervention iz 1994. koji je ušao u prvih 10 mjesta, uradak je idućeg tjedna pao na 44. mjesto. Christ Illusion našao se na devetom mjestu australske ljestvice, trećem mjestu kanadske ljestvice, šestom mjestu austrijske ljestvice, osmom mjestu u Nizozemskoj, desetom mjestu u Norveškoj, devetom mjestu u Poljskoj i drugom mjestu u Finskoj i Njemačkoj. Singl "Eyes of the Insane" osvojio je nagradu Grammy u kategoriji najbolje metal izvedbe. Pjesma "Final Six" iduće je godine osvojila Grammy u istoj kategoriji. Uradak je 2006. osvojio i nagradu Metal Storma za najbolji thrash metal album.

## Recenzije
Album je dobio uglavnom pozitivne kritike. Na Metacriticu ima ocjenu 72 od 100 na temelju 21 recenzije. Thom Jurek s mrežnog mjesta AllMusic pohvalio je uradak kao "pobješnjeli, futuristički heavy metal koji se stapa s hardcore thrashom" i dodao da je Christ Illusion označio povratak "onome što je [Slayer] činilo daškom svježeg zraka." Ben Ratliff iz The New York Timesa za album je komentirao da sadrži "neku vrstu poremećene ravnoteže, što glazba i potvrđuje: to je dosljedno najbolji Slayerov album u proteklih dvadeset godina." PopMattersov recenzent Adrien Begrand nazvao ga je "Slayerovim najboljim albumom u šesnaest godina, a od svih njegovih albuma upravo taj najviše potiče na razmišljanje". Uradak se pojavio na petnaestom mjestu PopMattersova popisa Najbolji metal albumi 2006. godine.
Posebno je hvaljen bubnjar Lombardo; iako je Rolling Stone napisao negativnu recenziju o albumu, recenzent je spomenuo da "barem [Slayerov] odlični bubnjar Dave Lombardo i dalje pokazuje svoje vještine." Blabbermouthov Don Kaye komentirao je da "ima mana", ali da Christ Illusion "dokazuje da skupina i dalje ima par asova u rukavu i jedno vrlo snažno oružje iza bubnjeva." Peter Atkinson s mrežnog mjesta KNAC.com razmišljao je na sličan način i izjavio da je Lombardo "odlično svira na cijelom albumu, a jednako tako stvara opušteniju atmosferu od one koju je stvarala tehnička preciznost Paula Bostapha." Godine 2011. glazbeno mrežno mjesto Complex Media Networka, Consequence of Sound, uvrstilo je Christ Illusion na popis "List 'Em Carefully", na kojem se nalazi trinaest najdražih metal albuma pisca Davida Buchanana objavljenih između 2000. i 2010.; navedeno je da je tijekom snažnog povratka Davea Lombarda došlo do začudnih polemika i sveopće zvučne brutalnosti. Decibel Magazine napisao je pozitivnu recenziju i izjavio: "[Slayerova] mržnja prema religiji, a pogotovo kršćanstvu, Amerikancima neznalicama i svakome tko se nalazi s druge strane ratnikova oružja nadahnula je snimanje jednog od njegovih najživotnijih albuma."  Chris Campion iz The Observera izjavio je da je to "najoblikovaniji i najdosljedniji [uradak grupe] nakon više godina."
Nisu svi recenzenti bili naklonjeni albumu. Chris Steffen iz časopisa Rolling Stone odbacio ga je i izjavio da "je nadahnut uglavnom istim stvarima kao i njegov prethodnik, God Hates Us All, no bez pamtljivih rifova." Jamie Thomson iz The Guardiana album je opisao "iznimno razočaravajućim" i dodao je da se grupa "baš i ne želi otarasiti utjecaja nu metala zbog kojeg je većina njezinih uradaka toliko odbojna". Suradnik KNAC.com-a Peter Atkinson komentirao je da album "traži IZLJEV BIJESA – proračunatije nego bilo koji drugi album u katalogu sastava" i da je "to [...] upadljiva mana Christ Illusiona."

## Naslovnica
Određeni dijelovi sadržaja Christ Illusiona i njegove promidžbe izazvali su negativnu pažnju; posebno je upadljiva naslovnica koju je izradio Larry Carroll, koja prikazuje osakaćenog i napušenog Krista. Carroll, koji je izradio naslovnice Slayerovih albuma kao što su Reign in Blood, South of Heaven i Seasons in the Abyss, svoju je suradnju sa skupinom nastavio i na Christ Illusionu. Koristeći se samo nazivima pjesama i stihovima kakvi su bili na početku, Carroll je izvornu naslovnicu izradio na komadu drveta služeći se različitim sredstvima. King ga je zatražio da naslika Krista u "moru žalosti", a naknadno je komentirao da je ranija inačica naslovnice izgledala kao da se Krist "opušta u vodi". Na konačnoj slici Krist nema jedno oko i amputirane su mu ruke, a stoji usred mora krvi i odsječenih glava. Araya je za tu inačicu rekao da je "mnogo bolja jer na njoj izgleda kao ovisnik o drogi!", dok se Kingu ona toliko svidjela da je kupio original. Određene opcije za prednarudžbu albuma obožavateljima su nudile mogućnost da osvoje jedan od deset litografa naslovnice, dok je za trgovine koje su odbile skladištiti izvornu inačicu albuma izrađena alternativna, negrafična naslovnica.
World Entertainment News Network izvijestio je da Slayer izaziva polemike objavom takve naslovnice. Joseph Dias, glavni tajnik mumbajske kršćanske grupe Catholic Secular Forum (CSF), "strogo se usprotivio" izvornoj naslovnici i poslao je predstavku mumbajskom policijskom povjereniku. Chris Steffen iz časopisa Rolling Stone komentirao je da "naslovnica sve dovodi do ekstrema zbog slike koju Kerry King naziva 'Krist u moru žalosti'", dok je Peter Atkinson iz KNAC.com-a komentirao da je naslovnica "izazovno svetogrdna".

## Tekstovi pjesama
Tekstovi pjesama na Christ Illusionu govore o terorizmu, ratovanju i religiji, a kritizirale su ih konzervativne grupe. Prisutna je pjesma koja govori o napadima 11. rujna 2001. iz perspektive terorista ("Jihad") i pjesma koja prikazuje ratnikovo iskustvo posttraumatskog stresnog poremećaja ("Eyes of the Insane"). Skladba "Cult" prikazuje mane američke religije iz Kingove perspektive, dok je "Consfearacy" opisana kao "pjesma koja mrzi vladu".
Slayer – Eyes of the Insane

Recenzenti su bili podijeljeni što se tiče tekstova pjesama. Thom Jurek iz AllMusica smatrao je da "mračni, nepopustljivi, jebeno bolesni tekstovi odražavaju jedinstvenu intenzivnost" i pohvalio je članove skupine zbog toga što su svoje antireligijske stavove spojili s vjerovanjem da je religija tijekom povijesti bila povod mnogim ratovima. Međutim, Chris Steffen iz Rolling Stonea požalio se da je postalo "stvarno bolno čuti Toma Arayu — kojemu je 45 godina! — kako i dalje vrišti antireligijske tekstove sastava koji sve više zvuče kao parodija njega samoga" i istaknuo je da su stihovi kao što su "Religion's a whore" ("Religija je drolja") i "I've made my choice: six six six!" ("Odlučio sam: šest šest šest!") prevršili svaku mjeru. Jamie Thomson iz The Guardiana komentirao je da na albumu "nema neizrečenog bogohuljenja", dok je Peter Atkinson iz KNAC.com-a spomenuo da "sastav, kad se ne usredotoči na religiju, ponovno posjećuje svoju drugu omiljenu tematiku — rat — na prilično prepoznatljiv način"; dodao je da je Slayer pao "na razinu budala iz Deicidea što se tiče odbacivanja Boga." Recenziju je zaključio riječima: "To je déjà vu, sve podsjeća na God Hates Us All — a kad ste već jednom nešto nazvali God Hates Us All, niste li već dovoljno istaknuli svoju poantu?"
Catholic Secular Forum usprotivio se tekstovima pjesama na albumu. Joseph Dias u svojoj je izjavi komentirao da tekstovi na pjesmi "Skeleton Christ" "vrijeđaju kršćanstvo". Predstavku je poslao mumbajskom policijskom povjereniku i dodao da bi pjesma "Jihad" mogla uvrijediti "muslimane... i sekularne Indijce koji poštuju sve vjere." EMI India sastao se s CSF-om, ispričao mu se na objavi Christ Illusiona, opozvao je sve primjerke albuma i ne planira ga ponovno objaviti. Dana 11. listopada 2006. objavljeno je da su svi primjerci albuma u skladištima uništeni. Iako je Araya očekivao da će drugačiji pogled na napade 11. rujna 2001. iznesen u pjesmi "Jihad" dovesti do protivljenja Amerikanaca, vjeruje da se to nije dogodilo jer ljudi uglavnom vjeruju da ta pjesma prikazuje "Slayer u svojem prirodnom obliku".

## Popis pjesama
| 1.    | »Flesh Storm«        | Kerry King      | King          | 4:16 |
| 2.    | »Catalyst«           | King            | King          | 3:09 |
| 3.    | »Skeleton Christ«    | King            | King          | 4:25 |
| 4.    | »Eyes of the Insane« | Tom Araya       | Jeff Hanneman | 3:32 |
| 5.    | »Jihad«              | Hanneman, Araya | Hanneman      | 3:30 |
| 6.    | »Consfearacy«        | King            | King          | 3:09 |
| 7.    | »Catatonic«          | King            | King          | 4:53 |
| 8.    | »Black Serenade«     | Hanneman, Araya | Araya         | 3:17 |
| 9.    | »Cult«               | King            | King          | 4:42 |
| 10.   | »Supremist«          | King            | King          | 3:51 |
| 38:44 |                      |                 |               |      |

| Bonus skladba s posebne inačice albuma | Bonus skladba s posebne inačice albuma | Bonus skladba s posebne inačice albuma | Bonus skladba s posebne inačice albuma | Bonus skladba s posebne inačice albuma | Bonus skladba s posebne inačice albuma | Bonus skladba s posebne inačice albuma | Bonus skladba s posebne inačice albuma | Bonus skladba s posebne inačice albuma | Bonus skladba s posebne inačice albuma |
| Br.                                    | Skladba                                | Tekstopisac                            | Skladatelj                             | Trajanje                               |                                        |                                        |                                        |                                        |                                        |
| -------------------------------------- | -------------------------------------- | -------------------------------------- | -------------------------------------- | -------------------------------------- | -------------------------------------- | -------------------------------------- | -------------------------------------- | -------------------------------------- | -------------------------------------- |
| 11.                                    | »Final Six«                            | Araya, Hanneman                        | Hanneman                               | 4:10                                   |                                        |                                        |                                        |                                        |                                        |
| 42:54                                  |                                        |                                        |                                        |                                        |                                        |                                        |                                        |                                        |                                        |

## Zasluge
| Slayer - Kerry King – gitara - Tom Araya – vokali, bas-gitara - Jeff Hanneman – gitara - Dave Lombardo – bubnjevi | Ostalo osoblje - Larry Carroll – naslovnica - t42design – umjetnički direktor, dizajn - Josh Abraham – produkcija, miksanje - Bart Williams – miksanje - Rick Rubin – izvršni producent - John Ewing Jr – tonska obrada - Vlado Meller – masteriranje - Josh Victor Rothstein – fotografija - Dave Colvin – tonska obrada - Brain Warwick – tonska obrada |

## Ljestvice
| Ljestvica (2006.)      | Najviša Pozicija |
| ---------------------- | ---------------- |
| Australija             | 9                |
| Austrija               | 6                |
| Belgija (Flandrija)    | 19               |
| Belgija (Valonija)     | 48               |
| Danska                 | 14               |
| Finska                 | 2                |
| Francuska              | 52               |
| Irska                  | 10               |
| Italija                | 18               |
| Japan                  | 17               |
| Kanada                 | 3                |
| Mađarska               | 11               |
| Nizozemska             | 8                |
| Novi Zeland            | 10               |
| Norveška               | 10               |
| Njemačka               | 2                |
| Poljska                | 9                |
| SAD (Billboard 200)    | 5                |
| Švedska                | 4                |
| Švicarska              | 11               |
| Ujedinjeno Kraljevstvo | 23               |